# Premios BSFA
Los premios BSFA (BSFA Awards en el original en inglés) son galardones literarios presentados anualmente desde 1970 por la Asociación Británica de Ciencia Ficción (en inglés: British Science Fiction Asociación (BSFA)) en honor a obras adscritas al género ciencia ficción. Los nominados y los ganadores son elegidos sobre la base de una votación de los miembros BSFA; además, recientemente los miembros de la convención Eastercon fueron incluidos como elegibles para votar.
Originalmente el premio incluía solo la categoría novela, mientras que las categorías al mejor relato y mejor artista se añadieron en 1980; esta última se renombró a mejor ilustración en 1995, mientras que la categoría de no ficción se añadió en 2002. Una categoría de medios de comunicación se otorgó entre 1979 y 1992. Las categorías asociadas a este premio son las siguientes:
- Premio BSFA a la mejor novela.
- Premio BSFA al mejor relato.
- Premio BSFA a la mejor obra de no ficción.
- Premio BSFA a la mejor ilustración.
- Premio BSFA a los mejores medios (descontinuada).